# Lâm Truy

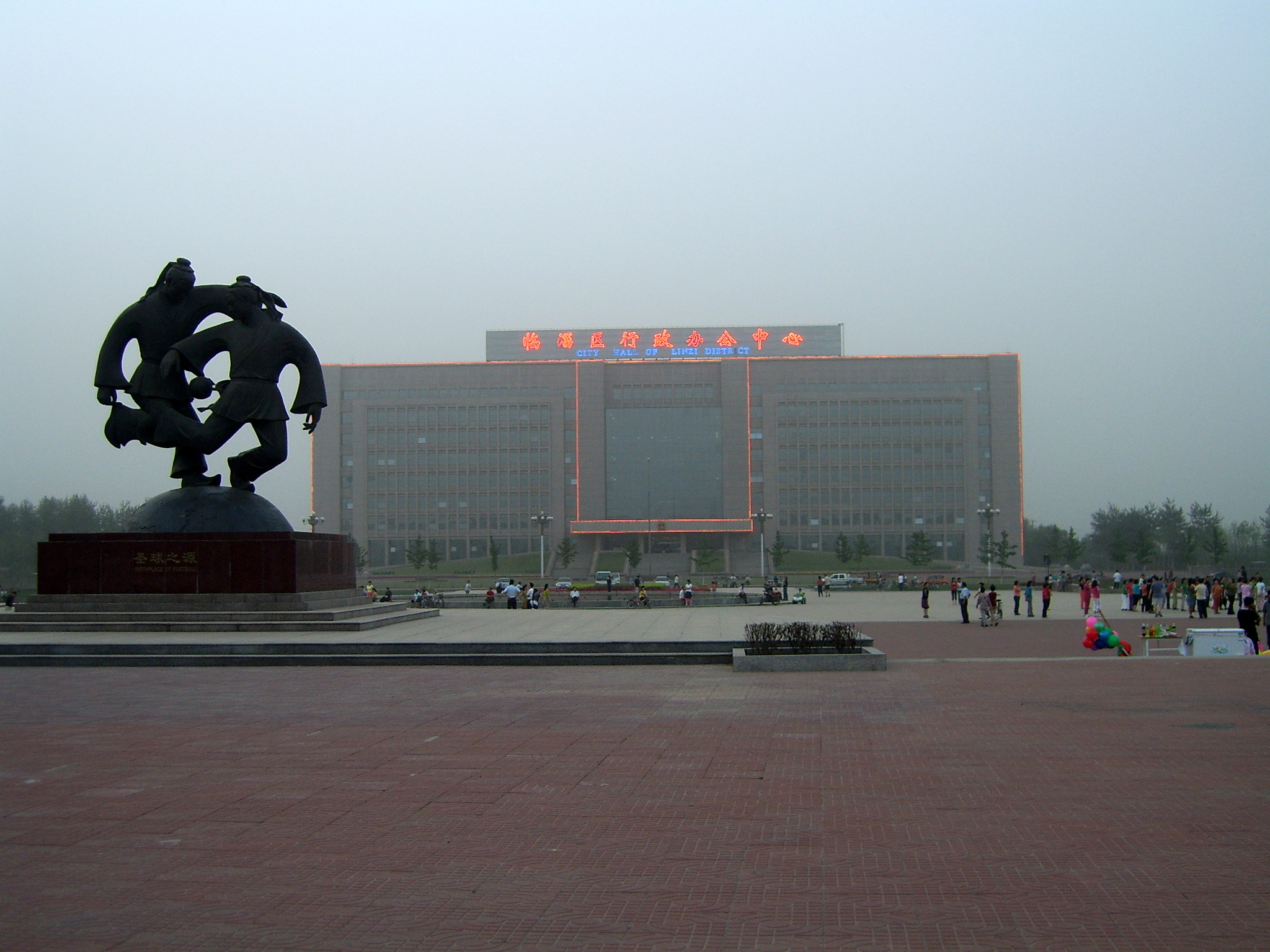
Tòa nhà chính quyền Lâm Truy

Lâm Truy (tiếng Trung: 临淄区, Hán Việt: Lâm Truy khu) là một quận của địa cấp thị Truy Bác, tỉnh Sơn Đông, Cộng hòa Nhân dân Trung Hoa. Quận này có diện tích 668 km2, dân số năm 2002 là 590.900 người, mã số bưu chính là 255400, mã vùng điện thoại là 0233. Có nhiều nhà máy lọc hóa dầu ở quận này. Quận Lâm Truy là một trong những quận phát triển nhất ở phía bắc Trung Quốc và có GDP cao nhất Sơn Đông.
|  |